# Croton pycnadenius
Espèce
Croton pycnadenius est une espèce de plantes à fleurs du genre Croton et de la famille des Euphorbiaceae, présente au Brésil (Goiás).
Il a pour synonyme :
- Oxydectes pycnadenia, (Müll.Arg.) Kuntze